# G.Hosahalli, Mudigere
G.Hosahalli là một làng thuộc tehsil Mudigere, huyện Chikmagalur, bang Karnataka, Ấn Độ.